# Oscar Dertycia
Oscar Alberto Dertycia Álvarez (né le 3 mars 1965 à Córdoba en Argentine) est un  footballeur argentin.